# Ramón Díaz Peralta
Ramón Augusto Díaz Peralta (* 14. Juni 1932 in Salcedo) ist ein dominikanischer Pianist und Musikpädagoge.
Díaz hatte ersten Unterricht bei seinem Vater Ramón Díaz Freeman. Er studierte dann in Santo Domingo Klavier bei Manuela Jiménez, Mario Ceccarelli und Pedro Lerna. Ein Stipendium der dominikanischen Regierung ermöglichte ihm ein Studium am Real Conservatorio Superior de Música in Madrid, das er mit dem Premio Extraordinario in den Fächern Klavier und Kammermusik abschloss.
1957 erhielt er den Titel eines Professors für Klavier am Konservatorium. Seine Teilnahme am Concurso Internacional de Piano Manuel de Falla 1958 machte ihn auf der iberischen Halbinsel als Pianist bekannt. An der Accademia Nazionale di Santa Cecilia in Rom absolvierte er ein Postgraduiertenstudium bei Carlo Zecchi. Nach seiner Rückkehr in die Dominikanische Republik wurde er Professor für Klavier und Musikgeschichte am Conservatorio Nacional.
Daneben trat er als Klaviersolist und Kammermusiker auf. Er spielte die dominikanischen Uraufführungen des ersten und zweiten Klavierkonzertes von Brahms und des dritten Klavierkonzertes von Bartók, unternahm Konzertreisen durch Spanien, Italien, Ekuador, Kuba und Puerto Rico und nahm als Mitglied des staatlichen Trío de Cámara 1979 am karibischen Kunstfestival Carifesta in Havanna teil. 1998 führte er mit dem Orquesta Sinfónica Nacional und der Pianistin Catana Pérez de Cuello unter Leitung von Julio de Windt Francis Poulencs Konzert für zwei Klaviere auf.